# Ngunský boj s tyčemi
Ngunský boj s tyčemi (také známé jako donga nebo dlala 'nduku, což se doslovně překládá jako „hrací tyčky“, anglicky Nguni stick fighting) je bojové umění tradičně praktikované náctiletými muži v Jižní Africe. Každý z bojovníků je vyzbrojen dvěma dlouhými tyčkami, z nichž je jedna používána pro obranu a druhá pro útok. Obě tyče jsou 3 až 5 cm tlusté a jsou vyrobené z akátového dřeva. Používané je i malé brnění, ale častěji se používá pouze ochrana hlavy připomínající ragbyovou helmu.
Přestože v ngunských či xhoských bojových stylech se mohou používat pouze dvě tyčky, bantuské a ngunské styly boje s tyčemi, které se cvičí napříč Jižní Afrikou, povolují i štíty jako součásti výzbroje. Zulský boj s tyčemi používá „isiquili“ (tyč na útok), „uboko“ (tyč na obranu), a „izoliHauw“ (štít na obranu).
Zápas trvá 3 minuty a po tuto dobu se snaží oba útočníci bouchnout svými tyčemi svého oponenta co nejvíckrát do těla, za což dostávají od rozhodčích body. Za úder do hlavy, ruky nebo nohy je přiděleno 6 bodů, za úder na krk 5 bodů, útok na břicho je za 4 body a úder do boků je za 3 body. Rozhodčí mohou zápas přerušit v momentě, když jeden ze zápaníků přijde nebo si zlomí tyč nebo když se zápas dostane moc blízko k davu. 
Cílem obou soupeřících bojovníků je prokázat, který z nich je silnější, neboli „býk“ (inkunzi). V moderní době se tahle tradice většinou objevuje jako součást svatebního ceremoniálu, kdy bojovníci z ženichovy domácnosti a území vítají bojovníky z nevěstiny domácnosti a území, aby se „seznámili“, což udělají utkáním se v boji jeden proti druhému. Ostatní skupiny bojovníků mohou také přijít a zapojit se. „Induna“ neboli rozhodčí z každé strany pozorují své skupiny a udržují pořádek mezi bojovníky.
Tradice se pravděpodobně rozvíjí ve společnostech,  kulturách a civilizacích, jež používají pastevectví jako část systému pro přežití. 
Toto bojové umění trénoval jako dítě také Nelson Mandela. 